# Speeded Up Robust Features

Speeded Up Robust Features (SURF), que l'on peut traduire par caractéristiques robustes accélérées, est un algorithme de détection de caractéristique et un descripteur, présenté par des chercheurs de l'ETH Zurich et de la Katholieke Universiteit Leuven pour la première fois en 2006 puis dans une version révisée en 2008. Il est utilisé dans le domaine de vision par ordinateur, pour des tâches de détection d'objet ou de reconstruction 3D.
SURF est partiellement inspiré par le descripteur SIFT, qu'il surpasse en rapidité et, selon ses auteurs, plus robuste pour différentes transformations d'images. SURF est fondé sur des sommes de réponses d'ondelettes de Haar 2D et utilise efficacement les images intégrales. En tant que caractéristique de base, SURF utilise une approximation d'ondelettes de Haar du détecteur de blob à base de déterminant hessien.

### Publications
Christopher Evans, Notes on the OpenSURF Library, Université de Bristol, 2009 (lire en ligne).

### Implémentations
- (en) « SURF: speeded up robust features », 2006 — implémentation originale, propriétaire.
- (en) Christopher Evans, « Computer Vision and Image Processing : OpenSURF », 2006 — open source. Implémentation (C++, C#, Java, Android et iPhone) avec documentation détaillée et article de référence.
- (en) Dirk-Jan Kroon, « OpenSURF (including Image Warp) », 2010 — open source. Portage d'OpenSURF pour Matlab.
- (en) « OpenCV SURF » — open source. Disponible à partir d'OpenCV 2.0.
- (en) Petter Strandmark, « SURFmex: A MATLAB SURF interface », 2008-2010 — Interface (MEX) de Matlab pour OpenCV SURF.
- (en) N. Cornelis et L. Van Gool, « Fast Scale Invariant Feature Detection and Matching on Programmable Graphics Hardware », 2008 — propriétaire. Implémentation pour processeur graphique.
- (en) Christian Wojek et Konrad Schindler, « CUDA SURF - A real-time implementation for SURF »(Archive.org • Wikiwix • Archive.is • Google • Que faire ?) — open source. Implémentation pour processeur graphique basée sur CUDA, interface de développement compatible OpenSURF.
- (en) « libmv SURF » — open source. En cours de réécriture.
- (en) « dlib C++ library » — open source. Bibliothèque multiplate-formes en C++.
- (en) Anael Orlinski, « Pan-o-matic » — open source. Outil d'automatisation de création de points de contrôle pour le logiciel d'assemblage de panoramas Hugin.
- (en) « Parallel SURF »(Archive.org • Wikiwix • Archive.is • Google • Que faire ?) — open source. Implémentation en multithreading basée sur Pan-o-matic.
- (en) « ProcessorSURF » — open source. Plugin en C# pour le framework Multi-Agent Serving System.
- (en) « Javasurf » — open source. Implémentation multiplateforme en Java.
- (en) « JOpenSURF » — open source. Ré-implémentation d'OpenSurf en Java.
- (en) « ImageJ SURF » — open source. Implémentation multiplateforme sous forme de plugin pour ImageJ, avec interface graphique et statistiques de sortie.
- (en) « ASSURF » — open source. Implémentation de SURF en ActionScript pour Adobe Flash.
- (en) « Speeded Up SURF » — open source. Implémentation pour processeur graphique.
- (en) Edouard Oyallon et Julien Rabin, « SURF: Speeded-Up Robust Features », IPOL, 2011 — open source. Implémentation de SURF, avec des explications et analyses de l'algorithme.